# اچ‌ام‌ای‌اس چیلدرز (ای‌سی‌پی‌بی ۹۳)
اچ‌ام‌ای‌اس چیلدرز (ای‌سی‌پی‌بی ۹۳) (به انگلیسی: HMAS Childers (ACPB 93)) یک کشتی است که طول آن ۵۶٫۸ متر (۱۸۶ فوت) می‌باشد. این کشتی در سال ۲۰۰۶ ساخته شد.